# Leonard Susskind
Leonard Susskind (n. Nueva York, 1940) es profesor en física teórica en la Universidad Stanford. Sus intereses de investigación incluyen la teoría de cuerdas, teoría cuántica de campos, la mecánica cuántica  y la cosmología cuántica.
Es miembro de la Academia Nacional de Ciencias de Estados Unidos, y la Academia Estadounidense de las Artes y las Ciencias, y un distinguido profesor del Instituto Coreano de Estudios Avanzados. 
Susskind es ampliamente considerado como uno de los padres de la teoría de cuerdas, que con Yoichiro Nambu y Holger Bech Nielsen, presentaron independientemente la idea que las partículas podrían ser en realidad los estados de excitación de una concatenación relativista.
Fue el primero en presentar la idea de la teoría de cuerdas en el 2003. En 1997, Susskind fue premiado con el premio J.J. Sakurai  por sus "contribuciones pioneras a los modelos de cadena de hadrones, la cromodinámica cuántica, y la ruptura de la simetría dinámica".
El gran aporte de Susskind, de acuerdo con sus colegas, ha sido la aplicación de "una brillante imaginación y originalidad para el estudio teórico de la naturaleza de las partículas elementales y las fuerzas que componen el mundo físico."

## Biografía
Susskind nació en Nueva York y actualmente (agosto de 2011) tiene residencia conocida en Palo Alto, California. A la edad de trece años comenzó a trabajar como fontanero. Más tarde se inscribió en el City College of New York (Colegio de la ciudad de Nueva York) como estudiante de ingeniería. Contrajo matrimonio dos veces, la primera en 1960, y ha tenido cuatro hijos. Se diplomó en física  en 1962. En el año 1965 y en la Universidad Cornell logró el doctorado en investigación.

## Carrera
Susskind es autor del libro: The Cosmic Landscape: String Theory and the Illusion of Intelligent Design (El paisaje cósmico: teoría de cuerdas y la ilusión del diseño inteligente). Y ha sido al menos uno de los tres físicos que, cada uno independientemente del otro, en los 1970, descubrieron el modelo de resonancia dual para las interacciones fuertes que podría ser descrito como un modelo cuántico para la teoría de cuerdas.

## Teorías
Se destacan las teorías por Susskind enunciadas en su libro The Black Hole War:My Battle with Stephen Hawking libro de divulgación científica tendiente a reforzar a la mecánica cuántica. Este libro es su (al menos hasta mediados de 2011) obra más famosa y explica lo que él piensa que sucederá con la información  y la materia  almacenada en un agujero negro cuando se evapora. El libro despertó de un debate que comenzó en 1981, cuando hubo una reunión de físicos para tratar de descifrar algunos de los misterios sobre  las partículas elementales de la materia. Durante esta discusión Stephen Hawking afirmó que la información dentro de un agujero negro se pierde para siempre como el agujero negro cuando tal agujero negro  se evapora. Le tomó 28 años a Leonard Susskind  formular su teoría en la cual Hawking resulta equivocado. Luego publicó su teoría en su libro, "La guerra de agujero negro". Al igual que "El paisaje cósmico", "La guerra del agujero negro"  tiene como objetivo el lector no especializado. Allí escribe que: "Las herramientas reales para la comprensión del universo cuántico son las matemáticas abstractas:. espacios infinitos  de Hilbert, los operadores de proyección, las matrices unitarias   y un conjunto de otros principios avanzados que tienen un par de años para aprender, pero vamos a ver cómo lo hacemos en unos pocas páginas. "

De este modo Susskind se ha hecho particularmente célebre en el mundo científico por la polémica mantenida con Stephen Hawking, ya que mientras Stephen Hawking al enunciar la teoría de la radiación de Hawking producida por los agujeros negros declaraba que dentro de un agujero negro toda la materia (y con ella la información) quedaba aniquilada, Susskind ha planteado como solución la paradoja de los vivos y los muertos (death an alive paradox) y el principio holográfico: